# Jozef Adamovič
Jozef Adamovič (23. dubna 1939 Trnava – 2. srpna 2013 Košice) byl slovenský herec a pedagog, manžel herečky Božidary Turzonovové.

## Život
V roce 1960 absolvoval herectví na Vysoké škole múzických umění v Bratislavě. V témže roce se stal členem činohry Slovenského národního divadla, v němž působil až do roku 1991. Zpočátku ztvárňoval romantické postavy, později měly jeho role spíš realistickou až tragickou povahu.
Zemřel po delších zdravotních problémech na selhání srdce v košické nemocnici Louise Pasteura, pohřben byl na Martinském hřbitově v Bratislavě.

## Filmografie
- 1955 Čtverylka (kavalír)
- 1959 Skály a lidé (student)
- 1960 Valčík pro milión (Franta)
- 1961 Most na tuto stranu (Milan)
- 1962 Prosím, nebudit! (Pepík)
- 1963 Ikarie XB 1 (Zdeněk Lorenc)
- 1964 Archimedův zákon (účetní)
- 1965 Synové Velké medvědice (Die Söhne der Grossen Bärin)
- 1966 Mistr kat (Buran)
- 1966 Vrah ze záhrobí (Mikuš)
- 1967 Rok na vsi (Martin)
- 1968 Tři svědkové (učitel Marek Blaho)
- 1971 Hry lásky šálivé (Riccardo)
- 1971 Zlozor (Zuzor)
- 1972 Tie malé výlety (Ivan Taraba)
- 1975 Vivat, Beňovský! (televizní seriál)
- 1975 Setkání (Kuzma)
- 1975 Šeptající fantóm (Berco Mikuš)
- 1977 Advokátka (letec Michal Fedor)
- 1977 Zlatá réva (traktorista Pavol Dian)
- 1978 Ne (Štefan)
- 1979 Jdi a neluč se (Talský)
- 1980 Odveta (Kučera)
- 1980 Temné slunce (Dan)
- 1981 Čluny proti proudu (komisař Múčka)
- 1981 Noční jezdci (Imro Jakubec)
- 1981 Soudím tě láskou (Daniak)
- 1990 Šípková Růženka (král)
- 1997 Pták Ohnivák (vyslanec)